# زباد نخلی نواری
زباد نخلی نواری (نام علمی: Hemigalus derbyanus) نام یک گونه از تیره زبادان است.